# Escola de Farmácia de Ouro Preto

A Escola de Farmácia de Ouro Preto (hoje Escola de Farmácia da Universidade Federal de Ouro Preto) foi criada em 4 de Abril de 1839. Foi pioneira no ensino de Farmácia desvinculado das Faculdades de Medicina no país. A Escola ainda hoje guarda em seu museu mobiliários, equipamentos e "drogas" do final do século XIX. 

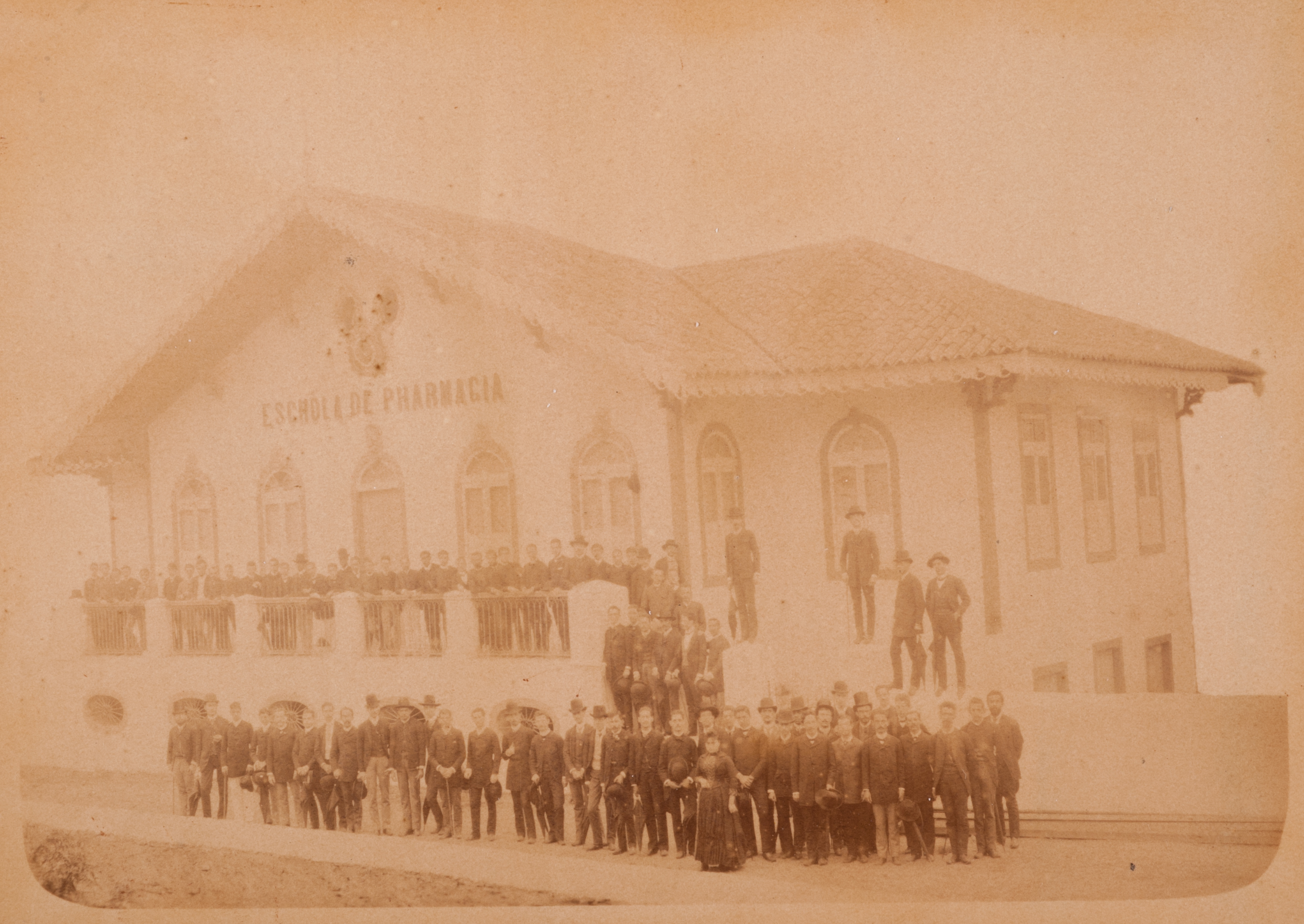
Em 1890.

Em 1969, ela foi uma das instituições formadoras da Universidade Federal de Ouro Preto (UFOP), juntamente com a também centenária Escola de Minas de Ouro Preto. 

Atualmente a Escola que funciona em novas instalações no Campus Universitário do Morro do Cruzeiro, é responsável pela formação de grandes profissionais de referência em todo o País. Conta com pesquisas na área de nanobiotecnologia, epidemiologia, farmacologia, farmacognosia.  Farmácia Clínica, Assistência Farmacêutica, Bioética, micologia entre outras. 

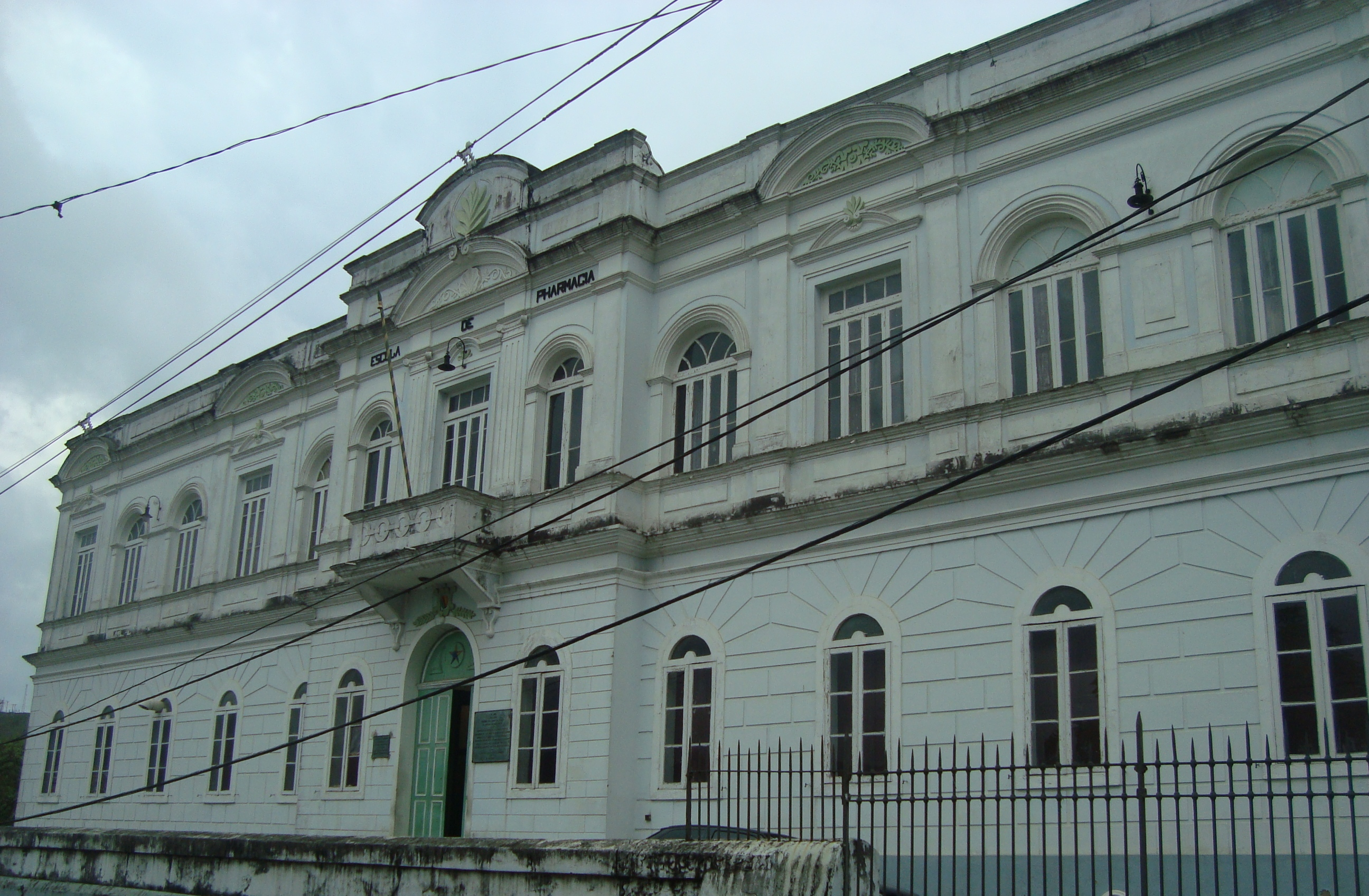
Escola de Farmácia de Ouro Preto

## Ligação externa
- Site oficial